# Micrathyria romani
Micrathyria romani là loài chuồn chuồn trong họ Libellulidae. Loài này được Sjöstedt mô tả khoa học đầu tiên năm 1918.